# Véronique Sanson
Véronique Marie Line Sanson (Boulogne-Billancourt, 24 aprile 1949) è una cantautrice e attrice francese.

## Biografia
Figlia di René Sanson, avvocato e deputato, e di Colette Lucas, nacque il 24 aprile 1949 a Boulogne-Billancourt e crebbe nel 16º arrondissement di Parigi con sua sorella Violaine. Ha vinto tre volte premi ai Victoires de la musique: nel 1993 e nel 1996 come artista femminile dell'anno e nel 2013 alla carriera.
È stata nominata Cavaliere dell'Ordre des arts et des lettres nel 1984 e Ufficiale nel 2005.

## Citazioni e omaggi
- La cantante è citata in una canzone di Giuni Russo, L'attesa.

## Filmografia
- Room service, regia di Boris Bergman, cortometraggio (1982)
- Le bal des casse-pieds, regia di Yves Robert (1992)
- Cavalcade, regia di Steve Suissa (2005)

## Discografia parziale

### Album in studio
- 1972 : Amoureuse
- 1972 : De l'autre côté de mon rêve
- 1974 : Le Maudit
- 1976 : Vancouver
- 1977 : Hollywood
- 1979 : 7ème
- 1981 : Laisse-la vivre
- 1985 : Véronique Sanson
- 1988 : Moi le venin
- 1992 : Sans regrets
- 1998 : Indestructible
- 1999 : D'un papillon à une étoile
- 2004 : Longue Distance
- 2010 : Plusieurs Lunes
- 2012 : Amoureuse (1972-2012) - (CD rimasterizzato con inediti e DVD Live 2011)
- 2016 : Dignes, dingues, donc...
- 2018 : Duos Volatils

### Album Live
- 1976 : Live at the Olympia
- 1981 : Au Palais des sports
- 1986 : L'Olympia 1985
- 1989 : À l'Olympia 89
- 1990 : Symphonique Sanson
- 1993 : Zénith 93
- 1995 : Comme ils l'imaginent
- 2000 : Véronique Sanson chante Michel Berger, avec vous
- 2005 : Olympia 2005
- 2012 : Le Cirque royal de Véronique Sanson
- 2015 : Olympia 1975 (doppio con 23 titoli)
- 2016 : Les Années américaines - Le Film (2CD + DVD)

### Antologie e raccolte
- 1981 : Les Plus Belles Chansons
- 1984 : Exclusivement féminin
- 1994 : Les Plus Belles Chansons, vol. 2
- 1998 : Les Plus Belles Chansons, vol. 1 (CD diverso dalla edizione del 1981)
- 1998 : Les Plus Belles Chansons, vol. 2 (CD diverso dalla edizione del 1994)
- 2001 : Les Moments importants
- 2006 : Les Plus Belles Chansons, vol. 1 (Riedizione della versione del 1998 con diverso design)
- 2006 : Les Plus Belles Chansons, vol. 2 (Riedizione della versione del 1998 con diverso design)
- 2007 : Petits moments choisis
- 2008 : Et voilà ! - Intégrale 1967 - 2007 (22 CD e 4 DVD)
- 2015 : Les Années américaines
- 2015 : Les Années américaines coffret édition deluxe